# Sindrán
Sindrán (llamada oficialmente San Pedro de Sindrán) es una parroquia española del municipio de Monforte de Lemos, en la provincia de Lugo, Galicia.

## Límites
Limita con las parroquias de Bascós al norte, Pinel y Liñares al este, Rozabales y Villamarín al sur y Caneda al oeste.

## Organización territorial
La parroquia está formada por dieciséis entidades de población, constando catorce de ellas en el nomenclátor del Instituto Nacional de Estadística español:
- Barredas (As Barredas)
- Campo*
- Campo de Baixo (Campo de Abaixo)
- Campo de Riba (Campo de Arriba)
- Chao (O Chao)
- Coto (O Coto)
- Eirexe (A Eirexa)
- Guisande
- Lamarredonda (Lama Redonda)
- Lamela (A Lamela)
- Moredo (O Moredo)
- Moreiras
- Ribela
- Senra (A Senra)
- Susao
- Val (O Val)
- Vilela

## Demografía
| Gráfica de evolución demográfica de Sindrán entre 2000 y 2020 |
|                                                               |
| Datos según el nomenclátor publicado por el INE.              |